# Bentos

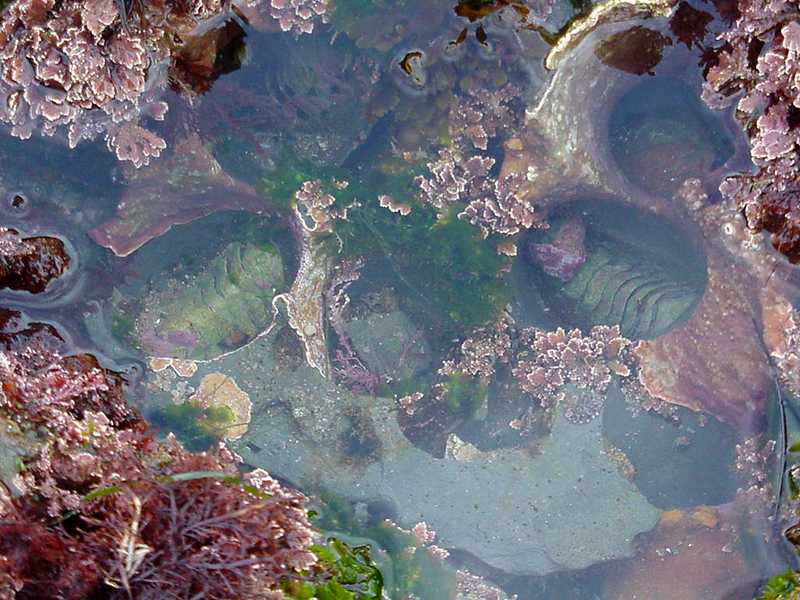
Tidvattenpöl

Bentos är ett samhälle av organismer som lever på eller i närheten av havens eller insjöarnas botten. Detta samhälle lever i eller nära marina sedimentära miljöer, från tidvattenpölar, ut till kontinentalsockeln och sedan ner i djupen.